# Сотомайор, Алонсо де
Алонсо де Сотомайор и Вальмедиано (исп. Alonso de Sotomayor y Valmediano, 1545—1610) — испанский конкистадор, губернатор Чили.
Алонсо де Сотомайор родился в 1545 году в Трухильо (Эстремадура). В 15-летнем возрасте вступил в армию, до 1567 года воевал в Испании, затем — во Фландрии, в 1580 году был отозван в Мадрид. За его военные заслуги король Филипп II сделал его рыцарем Ордена Сантьяго и отправил в кампанию против Португалии, однако в это время пришла информация о том, что нужны подкрепления в Чили для продолжающейся там Арауканской войны, и Алонсо де Сотомайор был отправлен туда во главе большого воинского контингента.
Когда в 1583 году Алонсо де Сотомайор прибыл в Чили, то ему пришлось выступать в роли судьи, выслушивая многочисленные обвинения в адрес предыдущего губернатора Мартина Руиса де Гамбоа и введённой им новой системы обращения с индейцами. Ему пришлось арестовать Руиса де Гамбоа (однако впоследствии тот был освобождён) и восстановить прежнюю систему (постаравшись при этом её смягчить).
Алонсо де Сотомайор хотел продолжить покорение Чили в стиле Педро де Вальдивии — строя форты, которые прикрывали бы друг друга и города. Однако это требовало содержания большой профессиональной армии, и такой запрос был отклонён испанскими войсками. Сотомайору пришлось проводить ряд кампаний по подавлению восстаний индейцев, тем не менее он постарался реализовать план строительства фортификаций, выполнимый с имевшимися у него в наличии силами: в 1584 году он заложил форт Сан-Фабиан-де-Конуэо в Коэлему, в 1585 — форт Санто-Арболь-де-ла-Крус в месте слияния рек Гаки и Био-Био. На реке Био-Био им были основаны форты Эспириту-Санто, Сантисима-Тринидад и Сан-Херонимо-де-Мильапоа, которые должны были нарушить сообщение между племенами мапуче; он надеялся, что эти форты вырастут в города. Однако все предпринятые меры не помогли справиться с индейцами. Помимо проблем с индейцами, губернатору пришлось иметь дело с английскими пиратами (в 1587 году в Кинтеро бросил якорь Томас Кэвендиш) и с мятежами солдат на юге.
30 июля 1592 года Сотомайор отправился в Перу с петицией к вице-королю, в которой просил подкреплений, оставив вместо себя лейтенант-губернатора Педро де Вискарра. Прибыв в августе в Кальяо, он узнал, что король уже назначил нового губернатора Чили — Мартин Гарсия Оньэс де Лойола. Передав дела, он собрался возвращаться в Испанию, но вице-король Перу попросил его занять пост губернатора Панамы, которой угрожало английское вторжение.
Когда Сотомайор, завершив срок на посту губернатора Панамы, собрался возвращаться в Испанию, ему опять предложили пост губернатора Чили, но он отказался. Позднее он входил в Совет Индий, а в 1609 году руководил депортацией мавров из Испании.